# Amerikansk olm
Amerikansk olm (Necturus maculosus), är ett stjärtgroddjur i familjen olmar (Proteidae) som finns i Nordamerika.

## Beskrivning
I likhet med den vanliga olmen är den amerikanska olmen neoten, det vill säga den behåller sitt larvutseende hela livet, inklusive de buskiga, mörkröda, yttre gälarna. Men till skillnad från sin europeiska släkting är denna art pigmenterad, med en grundfärg på ovansidan som varierar från rödbrun till grå eller nästan svart. Huvudet är platt och trubbigt, med en mörk strimma genom ögat, och svansen är kort och tillplattad i sidled. Den har välutvecklade ben med fyra tår på varje fot. Längden varierar mellan 20 och 33 cm. Nominatunderarten, N. maculosus maculosus, är fläckig i blåsvart eller svart; fläckarnas antal kan variera kraftigt mellan individerna, och kan ibland forma strimmor. Magen är grå till vitaktig, ibland med fläckar. Underarten N. maculosus louisianensis har ljusbrun till beige ovansida med ett mindre antal, men stora mörka fläckar och ibland en ryggstrimma. Magen är enfärgat ljus. 
Larver och ungdjur är mörka med längsgående gula strimmor.

## Utbredning
Den amerikanska olmen finns i östra och centrala Nordamerika från södra Manitoba och södra Québec i Kanada till Oklahoma, norra Louisiana, norra Mississippi, norra Alabama och norra Georgia i USA. Arten har dessutom inplanerats i New Englands floder. Underarten N. maculosus louisianensis finns i Louisiana.

## Ekologi
Den amerikanska olmen är helt akvatisk och lever i både klara och grumliga vatten som floder, diken, dammar, sjöar, reservoarer och liknande. Den tenderar att föredra områden där den kan gömma sig, som stenbotten, vid sjunkna trädstammar, med mera; vid sådana gömslen kan ofta flera individer påträffas. De unga larverna gömmer sig i regel i bottenslammet. Arten är aktiv hela året och vanligen nattaktiv; i mörka, grumliga vatten kan den emellertid vara aktiv även under dagen. Den kan gå ganska djupt; upp till 30 m har konstaterats. Livslängden är minst 29 år; en hane har konstaterats bli 34 år gammal.

### Föda och predation
Arten lever av kräftdjur (framför allt kräftor, men även märlkräftor, musselkräftor, småfisk, vatteninsekter, andra stjärtgroddjur inklusive den egna arten och även växtmaterial. Själv utgör den amerikanska olmen föda åt rovfiskar, vattenlevande snokar, kräftor, hägrar, uttrar och, som framgår ovan, medlemmar av den egna arten.

### Sinnesorgan
Den amerikanska olmen har små, men ljuskänsliga ögon, men förlitar sig främst på luktsinnet och de tryckkänsliga organ den har i huden. I samband med parningen förmodas de även kommunicera med hjälp av feromoner.

### Fortplantning
Leken sker vanligen under hösten, då båda könen samlas på skyddade platser (se ovan beträffande gömslen). Hanen simmar runt honan i slingrande rörelser, och avsätter till slut en spermatofor på bottnen, som honan tar upp med sin kloak. Honan har fördröjd befruktning och sparar sperman fram till våren, då hon lägger mellan 18 och 180 ägg, som fästes i taket på en utgrävd håla under vatten. Äggen är rika på gula, och kläcks efter 38 till 63 dagar. Djuren blir könsmogna vid en ålder av 5 till 6 år, då de är omkring 20 cm långa.